# Rosoman
Rosoman (makedonsky: Росоман) je okresní město v Severní Makedonii. Je centrem stejnojmenné opštiny Rosoman ve Vardarském regionu.

## Geografie
Město Rosoman leží podél horního toku řeky Crna Reka, v nadmořské výšce 140 metrů. Městem prochází silnice R-106, která přes města Prilep a Bitolu vede do Ochridu a také do Skopje. Město leží 14 km severozápadně od města Kavadarci, 22 km západně od Negotina a 32 km jižně od Velesu.

## Historie

#### Antika
Město bylo osídleno již v římských dobách, o čemž svědčí pozůstatky v ložisku Savova Češma nedaleko místního hřbitova.

#### Osmanská říše
Během nadvlády Osmanské říše se u města nacházel jeden ze dvou říčních přístavů v Makedonii. Z přístavu Rosoman se vozily zemědělské produkty do Soluně a také zde byla továrna na prášek. Nejaktivnější byl tento přístav v 19. století, kdy se zde rozmohlo obchodování a otevírání nových trhů. Význam města začal upadat v roce 1873 kvůli výstavbě železniční tratě, spojující Skopje a Soluň. Po roce 1888 byla také dokončena železnice vedoucí do Srbska. S menší aktivitou pak přístav fungoval do roku 1912.
Podle záznamů Vasila Kančova z roku 1900 zde žilo 940 makedonských muslimů a 100 makedonských křesťanů.

#### Původ názvu vesnice
Předpokládá se, že vesnice byla pojmenována podle slovanského křestního jména Rosoman a tento název je doložen již z listin z 15. století.
Podle jedné z legend putoval obchodník se svou ženou z Prilepu do Stobi a cestou zastavoval v každém hostinci, což mu jeho žena Rosa neustále vyčítala. Dříve lidé neměli hodinky a nosili u sebe malé kohoutky, které jim oznamovali kokrháním, kdy mají udělat pauzu. Rosa manželovi kohoutka zavázala a ten tak dojel bez přestávky až do místa, kde stojí město. Zde si všiml, co jeho žena provedla a zvolal "Roso aman", podle čehož bylo místo pojmenováno.
Podle jiné z legend ve města žila dívka jménem Rosa, kterou si chtěli vzít Turci. Rosa se se svým osudem nechtěla smířit a skočila do místní řeky. Město tak bylo pojmenováno po ní.

## Demografie
Podle sčítání lidu z roku 2021 žije ve městě 2 553. Etnické skupiny jsou:
- Makedonci – 2 285
- Srbové – 169
- Romové – 21
- Valaši – 4
- Albánci – 2
- ostatní – 72

| Rok          | 1900 | 1948 | 1953 | 1961 | 1971 | 1981 | 1991 | 1994 | 2002 | 2021 |
| ------------ | ---- | ---- | ---- | ---- | ---- | ---- | ---- | ---- | ---- | ---- |
| Obyvatelstvo | 1040 | 1247 | 1486 | 1480 | 1914 | 2402 | 2471 | 2489 | 2554 | 2253 |